# Maurice Larrouy
Maurice Larrouy (Tolosa de Llenguadoc, 3 de desembre de 1872 – ?) va ser un tirador francès que va competir cavall del segle xix i el segle xx. El 1900 va prendre part en els Jocs Olímpics de París, on guanyà una medalla d'or en la prova de Pistola ràpida, 25 metres, en superar per un punt a la resta de contrincants.